# غار شیری
اشکفت شیری مربوط به سده‌های متاخر دوران‌های تاریخی پس از اسلام است و در شهرستان گچساران، بخش مرکزی، دهستان لیشتر، روستای اشکفت شیری، ۱ کیلومتری شرق روستا واقع شده و این اثر در تاریخ ۱۳ آبان ۱۳۸۶ با شمارهٔ ثبت ۱۹۷۵۱ به‌عنوان یکی از آثار ملی ایران به ثبت رسیده است.